# 1,2-环己二醇
1,2-环己二醇，是从海狸香中发现的一种化学物质。
在1,2-环己二醇脱氢酶作用下，反-1,2-环己二醇和烟酰胺腺嘌呤二核苷酸反应，生成2-羟基环己酮，NADH和H+。